# Израильско-лесотские отношения
Израильско-лесотские отношения — настоящие и исторические международные дипломатические, политические, экономические, военные, культурные и прочие отношения между Государством Израиль и Королевством Лесото.
Израильский посол в Претории (ЮАР) также аккредитован на Лесото (и Эсватини).
Лесото представлено в Израиле нерезидентным послом, который работает в Риме, Италия.

## История
Первые контакты между Израилем и Лесото начались после провозглашения последним независимости: граждане королевства были среди самых первых выпускников израильской образовательной программы «МАШАВ», основанной в 1957 году.
Между Израилем и Лесото существовали неформальные отношения в начале 1970-х годов. После Войны судного дня в 1973 году, почти все африканские страны под угрозой нефтяного эмбарго и сокращения финансовой помощи от арабских стран прекратили отношения с еврейским государством. Только три страны (Малави, Лесото и Свазиленд) отказались разрывать существовавшие на тот момент связи с Израилем.
Официальные двусторонние отношения между двумя странами были установлены в августе 1986 года. Позже отношения были прерваны и восстановлены в январе 1994 года.
В августе 2016 года новый нерезидентный посол Лесото в Израиле г-жа Lineo Irene Molisa-Mabusela вручила верительные грамоты президенту Ривлину в Иерусалиме. На встрече после официальной церемонии стороны обсудили сотрудничество в сфере сельского хозяйства и управления водными ресурсами.
В сентябре 2016 года в кулуарах Генассамблеи ООН состоялась встреча главы израильского правительства Беньямина Нетаньяху и его лесотского коллеги Пакалита Мосисили.
В декабре 2019 года Лесото стала одной из 6 африканских стран, поддержавших Израиль на голосовании в ООН по резолюции, осуждающей группировку Хамас.

## Сотрудничество

### В экономической сфере
В 2012 году израильская компания NIP Global (также известная как Nikuv) подписала сделку на сумму в $30 млн с правительством Лесото на поставку высокотехнологичных удостоверений личности и оборудования для пограничного контроля. В декабре 2016 года компанию обвинили в подкупе лесотских официальных лиц: магистратский суд Тель-Авива приговорил её к штрафу в $1,15 млн.
В июне 2020 года израильская компания «Univo» получила лицензию на импорт медицинской марихуаны международной фирмы «Canopy Growth», выращенной в Лесото. Сделка заключена между «Univo» и лесотским подразделением «Canopy Growth».

### Оборона и безопасность
Израильские автоматы «Galil ACE» производства компании Israel Weapon Industries (IWI) находятся на вооружении правоохранительных органов Лесото.

## Список посланников

### Послы Израиля в Лесото
- Mordechai Palzur (1969—1971) — поверенный в делах[10]
- Meir Gavish (1976—1979)
- Emmanuel Ron (1979—1980)
- Dov Segev-Steinberg (2008 — август 2013)
- Arthur Lenk (август 2013 — июль 2017)
- Lior Keinan (июль 2017 — н.в.)

### Послы Лесото в Израиле
- Lineo Irene Molisa-Mabusela (август 2016 — ?)